# 咸豊帝
咸豊帝（かんぽうてい）は、清の第9代皇帝（在位：1850年 - 1861年）。諱は奕詝（えきちょ）。廟号は文宗（ぶんそう）。在世時の元号の咸豊を取って咸豊帝と呼ばれる。

## 生涯
道光帝の第4子として生まれる。母は鈕祜禄氏（孝全成皇后）で、惇親王奕誴・恭親王奕訢・醇親王奕譞の兄。10歳で母を喪い、奕訢の母である博爾済吉特氏（孝静成皇后）に養育された。
年齢は皇后の実子である弟と１歳違いだったが、道光帝は第4子の奕詝の人徳と資質を評価し後継者に定めた。即位後の道光30年12月10日（グレゴリオ暦では既に年が明けた1851年1月11日）に太平天国の乱が勃発。咸豊8年（1858年）にはアロー戦争（第二次アヘン戦争）に敗北し、天津条約を結ばされた。この条約により北京への使臣常駐、キリスト教布教の公認、アヘン輸入の公認などを認めさせられることになった。これにロシアも乗じてアイグン条約を結ばされた。
咸豊10年（1860年）、英仏連合軍は更に侵略を続け、北京にまで攻め上った。咸豊帝は粛順の言を容れ、北京を恭親王に任せて熱河へ撤退した。恭親王は英仏連合軍がやってくると、どこかに隠れてしまった。皇帝のいなくなった北京で、英仏は円明園の略奪を行い、財宝のなくなった円明園に放火して証拠を隠滅した。その後に恭親王を通じて北京条約を結び、天津条約の内容に加えて天津の開港、イギリスへの九竜半島割譲などを認めさせた。
北京条約締結の翌咸豊11年（1861年）に、咸豊帝は結核によって30歳で崩御した。清東陵に葬られた。その治世は、外交的には帝国主義諸国への大幅な譲歩を迫られた。国内では曽国藩，左宗棠等の漢人官僚を抜擢して太平天国を略々鎮圧し、内政では歴代の重臣の罷免、行政の腐敗と紊乱を糾し粛順の起用等に由る改革で一定の成果を収めた。清朝最後の実質的支配者である咸豊帝の死後、摂政政治を行った側室西太后の支配により弱体化が進んだ清は中国の支配者たる資格を失っていく。崩御後、西太后が恭親王と結託してクーデター（辛酉政変）を起こし、粛順らを処刑、咸豊帝と西太后の子である同治帝を即位させ、垂簾聴政を行った。

## 人物
自ら膨大な公文書に目を通して決裁する等政務に励んで行政の頽廃を革め、満族優越の原則を改めて有能な漢人に役職を任せた、内憂外患の多難な時代の中で対外関係は思うように成らなかったが、国内の反乱は略々鎮定した。趣味の芝居（京劇）見物にも熱中し避難先の熱河でも崩御の2日前におよんでも取り止めないほどであった。資質は平凡だが熱心に政務を執り旧弊を革め、有為の人格と人物眼を具えて居たと評価されている。

## 后妃
- 正室
  - 孝徳顕皇后 (hiyoošungga erdemu iletu hūwangheo) サクダ氏（薩克達氏、皇子時代の嫡妃）
  - 孝貞顕皇后 (hiyoošungga jekdun iletu hūwangheo) ニオフル氏（鈕祜禄氏、慈安皇太后、東太后）
- 側室
  - 孝欽顕皇后 (hiyoošungga gingguji iletu hūwangheo) イェヘナラ氏（葉赫那拉氏、慈禧皇太后、西太后）
    - 皇長子載淳（同治帝）

  - 荘静皇貴妃タタラ氏（他他拉氏、麗妃、yangsangga fei）
    - 皇長女栄安固倫公主（derengge elhe gurun i gungju）

  - 端恪皇貴妃トゥンギャ氏（佟佳氏）
  - 玫貴妃（gehungge guifei）シュギャ氏（徐佳氏）
    - 皇次子憫郡王（中国語版）（夭逝）

  - 婉貴妃（nemgiyen guifei）ソチョロ氏（索綽羅氏）
  - 璷妃（nilgiyangga fei）ナラ氏（那拉氏）
  - 禧妃（sebjengge fei）チャハラ氏（察哈拉氏、海棠春）
  - 吉妃（sabingga fei、王氏）
  - 慶妃（fengšengge fei、張氏）
  - 雲嬪（tugingge pin）ヴギャ氏（武佳氏、皇子時代の側女）
  - 容嬪（yongsonggo pin）イルゲンギョロ氏（伊爾根覚羅氏）
  - 璹嬪（wesihungge pin）イェヘナラ氏（葉赫那拉氏）
  - 玉嬪（ioi pin）イェヘナラ氏（葉赫那拉氏、璹嬪の妹）
  - 玶常在イルゲンギョロ氏（伊爾根覚羅氏、初号は英嬪）
  - 瑃常在ミンガン氏（暝諳氏、初号は春貴人）
  - 錱常在（戴氏）
- 猶子
  - 載湉（光緒帝）- 父は醇親王奕譞
  - 栄寿固倫公主 - 父は恭親王奕訢

## 登場作品
映画
- 『西太后』（中国・香港、1984年）演：レオン・カーフェイ
- 『ラストエンプレス 西太后（中国語版）』（香港、1994年）演：ユー・ロングァン

| 咸豊帝 清朝・愛新覚羅氏 1831年7月17日 - 1861年8月22日 |                          |             |
| 先代 道光帝                                           | 清朝皇帝 1850年 - 1861年 | 次代 同治帝 |